# K리그1의 외국인 선수 목록
K리그1 외국인 선수 목록은 한국프로축구연맹에 K리그1 출전 선수로 공식 선수 등록을 완료한 외국인 선수들의 명단이다.
2012시즌까지 한국 프로축구 최상위리그였던 K리그의 외국인 선수들을 포함한다.
- 선수 이름은 공식 이름 / 한글 K리그 등록명 형식으로 병행 표기한다.
- 굵은 글씨로 표시된 선수는 현재 K리그1에서 활동하고 있는 선수이다.
- 복수국적자의 경우 한국프로축구연맹에 선수 등록시 선택한 국적으로 표기하는 것을 원칙으로 한다. 다만, 국가대표팀 경력이 있는 선수에 한해서는 해당 선수가 선택한 국가대표팀의 나라를 국적으로 표기한다.
- 복수국적자 참고사항에서 국가대표(연령별 대표팀 포함) 경력이 있는 선수의 경우 국가대표 경력을 쌓은 국가를 굵은 글씨로 기재한다.
- K리그2 경력자의 경우 한 구단에서의 연속된 경력기간이라도 K리그2에서의 경력기간은 K리그2의 외국인 선수 명단에 기재하고, 이 문서에는 K리그1에서의 경력기간만 기재한다.
- 각 구단에서 영입 후 한국프로축구연맹에 공식 선수 등록 전 방출한 선수는 기재하지 않는다.

## 아프리카–CAF

### 가나
- 조지 알핫산 / 알핫산 (1984 현대 호랑이)
- 스탠리 아보라 / 아보라 (1997–1998 천안 일화 천마)
- 패트릭 빌라스 / 패트릭 (2003 부천 SK)
- 앨릭스 아사모아 / 알렉스 (2010 경남 FC)
- 데릭 아사모아 / 아사모아 (2011–2012 포항 스틸러스, 2013 대구 FC) ※ 복수국적자 (가나–영국)[1]

### 감비아
- 모두 배로 / 바로우 (2020–2023 전북 현대 모터스) ※ 복수국적자 (감비아–스웨덴)[2]

### 기니
- 압둘 살람 쇼 / 살람쇼 (1996 전남 드래곤즈)

### 기니비사우
- 프레데리크 멘디 / 멘디 (2016 울산 현대, 2017 제주 유나이티드) ※ 복수국적자 (기니비사우–프랑스)[3]

### 나이지리아
- 알렉스 아그보 / 아그보 (1997 천안 일화 천마)
- 아지바데 바바라데 / 바바라데 (1997 안양 LG 치타스)
- 빅터 샤카 / 빅토르 (1997–1999 안양 LG 치타스, 1999–2000 울산 현대 호랑이, 2001–2002 부산 아이콘스)
- 존 자키 / 존자키 (2000 전북 현대 모터스)
- 럭키 이시보르 / 루키 (2000 수원 삼성 블루윙즈)
- 오비나 존 은케도이 / 오비나 (2002 대전 시티즌)
- 어구스틴 제임스 / 제임스 (2003 부천 SK)
- 크리스천 오사구오나 / 오사구오나 (2019 제주 유나이티드)
- 란레 케힌데 / 케힌데 (2019–2020 인천 유나이티드)

### 남아프리카 공화국
- 라스 벨트비크 / 벨트비크 → 라스 (2020 전북 현대 모터스, 2020–현재 수원 FC) ※ 복수국적자 (남아프리카 공화국–네덜란드)[4], K리그2 경력자

### 니제르
- 올리비에 본 / 본즈 (2016–2017 광주 FC, 2018 성남 FC) ※ 복수국적자 (니제르–프랑스)[5], K리그2 경력자

### 말리
- 셰이크 티디아니 다오 / 다오 (2002 부천 SK)
- 셰이크 우마르 다보 / 다보 (2002–2004 부천 SK)

### 모리셔스
- 지오반니 장노 / 마니 (1996–1997 울산 현대 호랑이)

### 세네갈
- 파파 오마르 콜리 / 콜리 (2001–2003 대전 시티즌)

### 시에라리온
- 흐마두 알파조르 바흐 / 바하 (1997–1998 전남 드래곤즈)

### 이집트
- 무함마드 아지마 / 아지마 (1996 울산 현대 호랑이)

### 카메룬
- 구스타브 볼란가 프리소 / 발랑가 (1996 전북 현대 다이노스)
- 베르틴 투무 / 투무 (1997 포항 스틸러스)
- 질베르트 마삭 / 질베르 (1997 안양 LG 치타스)
- 미셸 펜세 / 미첼 (1997–1999 천안 일화 천마)
- 클라우드 파르페 은곤 아잼 / 클라우디 (1999 천안 일화 천마)
- 니콜라스 알랭 / 알랭 (2000 전북 현대 모터스)
- 샴 은퀠레 코렌틴 / 샴 (2002 대전 시티즌)
- 펠릭스 은제이나 / 펠릭스 (2005 부산 아이파크)
- 에밀 음밤바 / 음밤바 (2009 대구 FC)

### 코트디부아르
- 진 마르크 베니 볼로 / 마르크 (2000 성남 일화 천마)
- 루쿠 어거스트 / 루쿠 (2000 성남 일화 천마)

### 콩고 민주 공화국
- 에메카 마말레 / 마말리 (1996–1997 포항 스틸러스)
- 장카송고 반자 / 카송고 (1997 전남 드래곤즈, 1997 천안 일화 천마)
- 사지 차밍가 아드리엥 / 아드리안1 (1997 천안 일화 천마)
- 무탐바 카봉고 / 무탐바 (1997–2000 안양 LG 치타스)
- 은디아이 칼렝가 / 칼렝가 (1999 천안 일화 천마)
- 폴조제 음포쿠 (2022–2025	인천 유나이티드)

## 아시아–AFC

### 동티모르
- 호드리구 소우자 시우바 / 호드리고 (2017 대구 FC) ※ 복수국적자 (동티모르–브라질)

### 베트남
- 르엉쑤언쯔엉 / 쯔엉 (2016 인천 유나이티드, 2017 강원 FC)
- 응우옌꽁푸엉 / 콩푸엉 (2019 인천 유나이티드)

### 사우디아라비아
- 나지 마즈라시 / 나지 (2011 울산 현대)

### 시리아
- 호삼 아이에시 / 호삼 (2023 FC 서울) ※ 복수국적자 (시리아–스웨덴)

### 오스트레일리아
- 그렉 브라운 / 브라운 (1991 포항제철 아톰즈)
- 아마드 엘리치 / 엘리치 (2004 부산 아이콘스)
- 안툰 코바치치 / 안툰 (2009 울산 현대 호랑이)
- 제이드 노스 / 제이드 (2009 인천 유나이티드)
- 사샤 오그네노브스키 / 사샤 (2009–2012 성남 일화 천마)
- 이언 파이프 / 이안 (2011 부산 아이파크)
- 루크 드베어 / 루크 (2011–2014 경남 FC)
- 로버트 콘스웨이트 / 코니 (2011–2014 전남 드래곤즈)
- 매트 매케이 / 맥카이 (2012 부산 아이파크)
- 에디 보스나 / 보스나 (2012–2013 수원 삼성 블루윙즈)
- 네이선 번즈 / 번즈 (2012–2013 인천 유나이티드)
- 매트 사이먼 / 사이먼 (2012–2013 전남 드래곤즈)
- 브렌단 하밀 / 하밀 (2012–2014 성남 일화 천마 / 성남 FC, 2013 강원 FC)
- 에이드리언 마다스치 / 마다스치 (2012–2013 제주 유나이티드)
- 앨릭스 윌킨슨 / 윌킨슨 (2012–2015 전북 현대 모터스)
- 알렉산다르 요바노비치 / 알렉스 (2014–2015 & 2017–현재 제주 유나이티드) ※ K리그2 경력자
- 에이드리언 레이어 / 레이어 (2016 수원 FC) ※ K리그2 경력자
- 에릭 파르탈루 / 파탈루 (2016 전북 현대 모터스)
- 토미슬라브 므르첼라 / 토미 (2016–2018 전남 드래곤즈) ※ 복수국적자 (오스트레일리아–크로아티아)
- 브루스 지테 / 브루스 (2016 수원 FC) ※ K리그2 경력자
- 매슈 저먼 / 매튜 (2017–2018 수원 삼성 블루윙즈)
- 코너 채프먼 / 채프만 (2017 인천 유나이티드, 2018 포항 스틸러스, 2021 FC 서울) ※ K리그2 경력자
- 디미트리 페트라토스 / 페트라토스 (2017 울산 현대)
- 이반 프라니치 / 프라니치 (2017 대구 FC)
- 딜런 맥고원 / 맥고완 (2018 강원 FC)
- 콰베나 아피아 / 쿠비 (2018 인천 유나이티드) ※ 복수국적자 (오스트레일리아–뉴질랜드)
- 제임스 도나치 / 도나치 (2018 전남 드래곤즈)
- 버니 이비니 이세이 / 이비니 (2019–2020 전북 현대 모터스)
- 애덤 태가트 / 타가트 (2019–2020 수원 삼성 블루윙즈)
- 라시드 마하지 / 마하지 (2019–2020 인천 유나이티드) ※ 복수국적자 (오스트레일리아–케냐)
- 제이슨 데이비드슨 / 데이비슨 (2019–2021 울산 현대)
- 테리 안토니스 / 안토니스 (2019–2021 수원 삼성 블루윙즈)
- 브랜던 오닐 / 오닐 (2020 포항 스틸러스)
- 알렉스 그랜트 / 그랜트 (2021–현재 포항 스틸러스)
- 해리슨 델브릿지 / 델브리지 (2021–현재 인천 유나이티드)
- 벤 핼러런 / 벤 (2022 FC 서울)

### 요르단
- 야잔 알아라브 / 야잔 (2024– FC 서울)

### 우즈베키스탄
- 세르베르 제파로프 / 제파로프 (2010–2011 FC 서울, 2013–2014 성남 일화 천마 / 성남 FC, 2015 울산 현대)
- 티무르 카파제 / 카파제 (2011 인천 유나이티드)
- 알렉산드르 게인리흐 / 게인리히 (2011 수원 삼성 블루윙즈)
- '올렉 / 올레그 조티프 (2020-2021 전남드래곤즈) ※ K리그2 경력자
- 이크롬 알리바예프 / 알리바예프 (2019–2021 FC 서울) ※ K리그2 경력자
- 루스탐 아슈르마토프 / 아슈르마토프 (2020 광주 FC, 2021–현재 강원 FC) ※ K리그2 경력자
- 도스톤베크 투르수노프 / 도스톤벡 (2020 부산 아이파크)
- 잠시드 이스칸데로프 / 이스칸데로프 (2020–현재 성남 FC)
- '이슬롬 켄자보예프 / 켄자바예프 (2021 제주 유나이티드)

### 이라크
- 아바스 오베이드 / 자심 (1996–1997 안양 LG 치타스, 1997–2001 포항 스틸러스)
- 사디크 사둔 압둘리다 / 사디크 (1996 안양 LG 치타스)
- 알리 아바스 / 알리 (2016–2017 포항 스틸러스) ※ 복수국적자 (이라크–오스트레일리아)[6]
- 질로안 하마드 / 하마드 (2019 인천 유나이티드) ※ 복수국적자 (이라크–스웨덴)[7][8]
- 레빈 술라카 / 술라카 (2024 FC 서울)

### 이란
- 칼레드 샤피에이 / 칼레드 (2017 FC 서울)

### 일본
- 가이모토 고지로 / 가이모토 (2001–2002 성남 일화 천마)
- 마에조노 마사키요 / 마에조노 (2003 안양 LG 치타스, 2004 인천 유나이티드)
- 도다 가즈유키 / 토다 (2009 경남 FC)
- 오하시 마사히로 / 마사 (2009, 2011 강원 FC)
- 오카야마 가즈나리 / 오까야마 (2009–2010 포항 스틸러스)
- 다카하라 나오히로 / 다카하라 (2010 수원 삼성 블루윙즈)
- 바바 유타 / 바바 (2011–2013 대전 시티즌)
- 이에나가 아키히로 / 아키 (2012 울산 현대)
- 시마다 유스케 / 시마다 (2012 강원 FC)
- 세르히오 에스쿠데로 / 에스쿠데로 (2012–2015 FC 서울, 2018 울산 현대) ※ 복수국적자 (일본–스페인)
- 마스다 치카시 / 마스다 (2013–2014 & 2015–2016 울산 현대) ※ K리그2 경력자
- 다카하기 요지로 / 다카하기 (2015–2016 FC 서울)
- 와다 도모키 / 와다 (2015 인천 유나이티드, 2016–2017 광주 FC) ※ K리그2 경력자
- 아베 다쿠마 / 타쿠마 (2017 울산 현대)
- 도요다 요헤이 / 토요다 (2018 울산 현대)
- 구니모토 다카히로 / 쿠니모토 (2018–2019 경남 FC, 2020–2022 전북 현대 모터스)
- 니시 쓰바사 / 츠바사 (2018–2021 대구 FC) ※ K리그2 경력자
- 기요모토 다쿠미 / 키요모토 (2019 강원 FC)
- 나카자토 다카히로 / 나카자토 (2019–2020 강원 FC)
- 이시다 마사토시 / 마사 (2021 강원 FC, 2023 대전 시티즌) ※ K리그2 경력자
- 오가와 게이지로 / 케이지로 (2022 FC 서울 )
- 시게히로 타쿠야  / 시게히로 (2024–현재 FC 서울 )

### 조선민주주의인민공화국
※ 조선민주주의인민공화국 선수는 (재일 조선인 포함) 대한민국 국민으로 간주되어 외국인 선수 제한에 영향을 받지 않는다.

- 량규사 (2001 울산 현대 호랑이)
- 김명휘 (2002 성남 일화 천마)
- 안영학 (2006–2007 부산 아이파크, 2008–2009 수원 삼성 블루윙즈)
- 정대세 (2013–2015 수원 삼성 블루윙즈) ※ 대한민국 국적 보유

### 중화인민공화국
- 완허우량 / 완호우량 (2009 전북 현대 모터스)
- 펑샤오팅 / 펑샤오팅 (2009 대구 FC, 2010 전북 현대 모터스)
- 리웨이펑 / 리웨이펑 (2009–2010 수원 삼성 블루윙즈)
- 리춘위 / 리춘유 (2010 강원 FC)
- 옌쑹 / 얜 (2010 제주 유나이티드)
- 바이쯔젠 / 백자건 (2011 대전 시티즌)
- 황보원 / 황보원 (2011–2012 전북 현대 모터스)

### 타지키스탄
- 발레리 사리체프 / 사리체프 → 신의손 (1992–1998 일화 천마 / 천안 일화 천마, 2000–2004 안양 LG 치타스 / FC 서울) ※ 대한민국 국적취득자 1호 (2000)
- 비탈리 파라흐네비치 / 비탈리 (1995–1998 전북 현대 다이노스, 1998–2000 수원 삼성 블루윙즈, 2001 안양 LG 치타스, 2002 부천 SK) ※ 복수국적자 (타지키스탄–우크라이나)[9]

### 태국
- 삐야퐁 피우온 / 피아퐁 (1984–1986 럭키금성 황소)
- 솟락사 하이쁘라콘 / (2021 전북 현대 모터스)

### 팔레스타인
- 에데르 루이스 / 에델 (2017 전북 현대 모터스) ※ 복수국적자 (팔레스타인–브라질, 2017시즌까지 팔레스타인 국적으로 선수 등록, 2018시즌부터 브라질 국적으로 선수 등록), K리그2 경력자

### 필리핀
- 알바로 실바 (2015 대전 시티즌) ※ 복수국적자 (필리핀–스페인), K리그2 경력자

## 유럽–UEFA

### 네덜란드
- 로프 란스베르헌 / 렌스베르겐 (1984–1985 현대 호랑이)
- 산데르 오스트롬 / 싼더 (1997–1998 포항 스틸러스)
- 키키 무삼파 / 무삼파 (2008 FC 서울) ※ 복수국적자 (네덜란드–콩고 민주 공화국)
- 바스 판 덴 브링크 / 반덴브링크 (2011 부산 아이파크)
- 로메오 카스텔렌 / 카스텔렌 (2016 수원 삼성 블루윙즈)
- 데이브 뷜트하위스 / 불투이스 (2019–현재 울산 현대)
- 룩 카스타이흐노스 / 룩 (2019 경남 FC) ※ K리그2 경력자

### 노르웨이
- 욘 올라브 혤데 / 존 (2003 부산 아이콘스)
- 비에른 욘센 / 비욘존슨 (2020 울산 현대) ※ 복수국적자 (노르웨이–미국)

### 덴마크
- 헨릭 외르겐센 / 헨릭 (1996 수원 삼성 블루윙즈)
- 세바스티안 그뢴닝 / 그로닝 (2022 수원 삼성 블루윙즈)

### 독일
- 디트마르 샤흐트 / 샤흐트 (1985 포항제철 아톰즈)
- 프랑크 리베람 / 프랑크 (1992 현대 호랑이)
- 파울루 힝크 / 힝키 (2004 전북 현대 모터스) ※ 복수국적자 (독일–브라질)
- 스타니슬라프 일류첸코 / 일류첸코 (2019–2020 포항 스틸러스, 2021–현재 전북 현대 모터스) ※ 복수국적자 (독일–러시아)
- 이고르 요바노비치 / 요바노비치 (2020 성남 FC) ※ 복수국적자 (독일–크로아티아)

### 라트비아
- 에릭스 펠시스 / 에릭 (1999–2000 안양 LG 치타스)

### 러시아
- 세르게이 아가시코프 / 아가시코프 (1992 포항제철 아톰즈)
- 미하일 솔로비요프 / 솔로비 (1992 일화 천마)
- 알미르 카유모프 / 알미르1 (1993 대우 로얄즈)
- 예브게니 지로프 / 제니아 (1994 LG 치타스)
- 알렉세이 수다리코프 / 알렉세이1 (1994 LG 치타스)
- 알렉산드르 포드쉬발로프 / 샤샤1 (1994–1997 유공 코끼리 / 부천 SK)
- 키릴 바락신 / 바락신 (1995 유공 코끼리)
- 유리 쉬쉬킨 / 유리쉬쉬킨 (1995 전남 드래곤즈)
- 겐나디 스티오푸쉬킨 / 겐나디 (1995–1996 일화 천마 / 천안 일화 천마, 1997 안양 LG 치타스)
- 알렉세이 프루드니코프 / 알렉세이2 (1995–1998 전북 현대 다이노스)
- 알렉세이 쉬골레프 / 알렉세이3 (1996 부천 유공)
- 세르게이 부르딘 / 세르게이 (1996–1997 부천 SK, 1999–2000 성남 일화 천마)
- 드미트리 카르자코프 / 디마 (1996 부천 유공)
- 발레리 쉬마로프 / 슈마로프 (1996 전남 드래곤즈)
- 예브게니 쿠즈네초프 / 구즈노프 (1996 전남 드래곤즈)
- 유리 마트베예프 / 유리 (1996–1997 수원 삼성 블루윙즈)
- 데니스 락티오노프 / 데니스 → 이성남 → 데니스 (1996–2002 수원 삼성 블루윙즈, 2003–2005 성남 일화 천마, 2005 부산 아이파크, 2006–2007 수원 삼성 블루윙즈, 2012–2013 강원 FC) ※ 대한민국 국적취득자 2호 (2003)
- 올레그 에레민 / 이레마 (1997 포항 스틸러스)
- 보리스 보스트로사블린 / 보리스3 (1997–1998 부천 SK)
- 올레그 엘리셰프 / 올레그 (1997–1999 안양 LG 치타스)
- 안드레이 솔로마틴 / 솔로 (2004 성남 일화 천마)

### 루마니아
- 마르첼 라자네아누 / 마르첼 (1990–1991 일화 천마)
- 파벨 바데아 / 바데아 (1996–1998 수원 삼성 블루윙즈)
- 콘스탄틴 바르부 / 지안 (1997 수원 삼성 블루윙즈)
- 코스민 올러로이우 / 올리 (1997–2000 수원 삼성 블루윙즈)
- 미하이 드라구스 / 미하이 (1998 수원 삼성 블루윙즈)
- 크리스티안 둘카 / 둘카 (1999 포항 스틸러스)
- 율리안 아르히레 / 율리안 (1999 포항 스틸러스)
- 이온 루추 / 루츠 (2000–2002 수원 삼성 블루윙즈)
- 가브리엘 포페스쿠 / 가비 (2002–2004 수원 삼성 블루윙즈)
- 아드리안 미할체아 / 아드리안2 (2005 전남 드래곤즈)
- 마리안 알리우차 / 알리 (2005 전남 드래곤즈)
- 아드리안 네아가 / 네아가 (2005–2006 전남 드래곤즈, 2006–2007 성남 일화 천마)
- 이아니스 지쿠 / 지쿠 (2012 포항 스틸러스, 2012–2013 강원 FC)

### 리투아니아
- 롤란다스 카르체마스카스 / 롤란 (2000–2002 부천 SK)

### 북마케도니아
- 사샤 일리치 / 일리치 (1995–1997 대우 로얄즈 / 부산 대우 로얄즈)
- 자르코 사보프 / 잔코 (1995–1998 전북 다이노스 / 전북 현대 다이노스)
- 고란 페트레스키 / 코난 (2001–2004 포항 스틸러스)
- 바제 일리요스키 / 바조 → 바제 (2006 인천 유나이티드, 2010 강원 FC)
- 스테비차 리스티치 / 스테보 (2007–2008 전북 현대 모터스, 2008–2009 포항 스틸러스, 2011–2013 수원 삼성 블루윙즈, 2014–2016 전남 드래곤즈)
- 슬라브초 게오르기예프스키 / 슬라브코 (2009 울산 현대 호랑이)
- 드라간 차디코프스키 / 챠디 (2009–2010 인천 유나이티드)
- 두산 사비치 / 싸비치 (2010 인천 유나이티드)
- 크르스테 벨코스키 / 벨코스키 (2016 인천 유나이티드)

### 몬테네그로
※ 몬테네그로의 전신인 유고슬라비아 연방 공화국 (1992–2003), 세르비아 몬테네그로 (2003–2006) 시절 활약한 선수 포함
- 보로 야니치 / 보로 (1994–1995 LG 치타스)
- 젤코 바이체타 / 젤리코2 (1994 LG 치타스)
- 사샤 페트로비치 / 페트로 (1996–1997 전남 드래곤즈)
- 알렉산다르 블라호비치 / 알렉스2 (1997 부산 대우 로얄즈)
- 제난 라돈치치 / 라돈치치 (2004–2007 & 2008 인천 유나이티드, 2009–2011 성남 일화 천마, 2011–2013 수원 삼성 블루윙즈)
- 데얀 다먀노비치 / 데얀 (2007 인천 유나이티드, 2008–2013 & 2016–2017 FC 서울, 2018–2019 수원 삼성 블루윙즈, 2020 대구 FC)
- 보그단 밀리치 / 복이 → 보그단 (2012 광주 FC) ※ K리그2 경력자
- 이반 부코비치 / 기가 (2013–2014 성남 일화 천마 / 성남 FC)
- 스테판 니콜리치 / 니콜리치 (2014 인천 유나이티드)
- 필리프 카살리차 / 카사 (2014–2015 울산 현대)
- 블라단 아지치 / 블라단 (2016 수원 FC, 2018–2019 포항 스틸러스) ※ K리그2 경력자
- 스테판 무고샤 / 무고사 (2018–2022 인천 유나이티드)
- 디노 이슬라모비치 / 디노 (2022–현재 강원 FC) ※ 복수국적자 (몬테네그로–스웨덴)[10]

### 몰도바
- 보리스 트로파네츠 / 보리스1 (1996 부천 SK)
- 알렉산드루 포포비치 / 알렉스3 (2001 성남 일화 천마)
- 이온 테스테미타누 / 이반1 (2001, 2004 성남 일화 천마)

### 벨기에
- 후베니우송 몬테이루 페헤이라 / 루비 (1997–1998 천안 일화 천마) ※ 복수국적자 (벨기에–브라질)[11]
- 케빈 오리스 / 케빈 (2012 대전 시티즌, 2013 전북 현대 모터스, 2015–2016 인천 유나이티드)
- 카럴 더 스멧 / 카렐 (2013 대전 시티즌)
- 마르빈 오군지미 / 오군지미 (2016 수원 FC)

### 벨라루스
- 발레리 발리츠카 / 발레리 (1996 천안 일화 천마)

### 보스니아 헤르체고비나
- 아미르 텔리고비치 / 아미르 (1994–1996 대우 로얄즈 / 부산 대우 로얄즈)
- 드라간 즈크르바 / 드라간 (1995–1997 포항 스틸러스)
- 시모 크루니치 / 시모 (1996 포항제철 아톰즈)
- 알렌 아브디치 / 알렌 (2001–2002, 2003 수원 삼성 블루윙즈)
- 슬라비사 미트로비치 / 미트로 (2002 수원 삼성 블루윙즈)
- 야스민 무이자 / 쟈스민 (2002 성남 일화 천마) ※ 복수국적자 (보스니아 헤르체고비나–크로아티아)[12]
- 이반 메드비드 / 메도 (2002–2003 포항 스틸러스) ※ 복수국적자 (보스니아 헤르체고비나–크로아티아)[13]
- 니콜라 바실례비치 / 니콜라 (2006–2007 제주 유나이티드)
- 유수프 다이치 / 다이치 (2008 전북 현대 모터스)
- 사미르 베크리치 / 베크리치 (2010 인천 유나이티드)
- 무하메드 자크미치 / 자크미치 (2011–2012 강원 FC)
- 요비차 스토키치 / 스토키치 (2014 제주 유나이티드)
- 고르단 부노자 / 부노자 (2017–2020 인천 유나이티드) ※ 복수국적자 (보스니아 헤르체고비나–크로아티아)[14]
- 엘비스 사리치 / 사리치 (2018–2019 수원 삼성 블루윙즈)
- 네마냐 빌비야 / 빌비야 (2019 강원 FC)
- 마리오 크베시치 / 크베시치 (2021 포항 스틸러스) ※ 복수국적자 (보스니아 헤르체고비나–크로아티아)[15]

### 불가리아
- 필립 필리포프 / 필립 (1992–1993 & 1998–1999 유공 코끼리 / 부천 SK)
- 슬라프체프 토셰프 / 토체프 (1993 유공 코끼리)
- 디미터르 이바노프 / 이바노프 (1998 부천 SK)
- 일리얀 미찬스키 / 일리안 (2015 수원 삼성 블루윙즈)

### 세르비아
※ 세르비아의 전신인 유고슬라비아 연방 공화국 (1992–2003), 세르비아 몬테네그로 (2003–2006) 시절 활약한 선수 포함
- 네보이샤 부치체비치 / 우치체 (1991–1993 대우 로얄즈)
- 라데 보그다노비치 / 라데 (1992–1996 포항제철 아톰즈)
- 조란 쿤티치 / 쿤티치 (1993 포항제철 아톰즈)
- 조란 북체비치 / 조란1 (1993 현대 호랑이)
- 고란 예브티치 / 고란 (1993–1995 현대 호랑이)
- 알렉산다르 조제비치 / 알렉스1 (1993 대우 로얄즈)
- 조르제 바시치 / 조제 (1994 일화 천마)
- 네보이샤 막시모비치 / 막스 (1994 일화 천마)
- 젤코 시모비치 / 젤리코1 (1994 대우 로얄즈)
- 요한 자르체비치 / 요한 (1994–1995 LG 치타스)
- 보스코 미니치 / 미니치 (1995 전남 드래곤즈)
- 사샤 드라쿨리치 / 샤샤2 (1995–1998 부산 대우 로얄즈, 1998–2000 수원 삼성 블루윙즈, 2001–2003 성남 일화 천마)
- 류비자 란코비치 / 란코비치 (1995–1996 일화 천마 / 천안 일화 천마)
- 네다드 논코비치 / 논코비치 (1995–1996 일화 천마 / 천안 일화 천마)
- 브랑코 보조비치 / 브랑코 (1996 울산 현대 호랑이)
- 드라젠 포두나바치 / 드라젠 (1996 부산 대우 로얄즈)
- 조란 두리시치 / 조란2 (1996 울산 현대 호랑이)
- 라디보예 마니치 / 마니치 → 마니산 → 마니치 (1996–1997 & 1999–2002 부산 대우 로얄즈 / 부산 아이콘스, 2004–2005 인천 유나이티드) ※ 대한민국 국적취득자 4호(2005, 취득 후 포기)
- 라드밀로 미하일로비치 / 미하일 (1997 포항 스틸러스)
- 라힘 베지로비치 / 라임 (1998–1999 부산 대우 로얄즈)
- 조란 노바코비치 / 조란 (1998–1999 부산 대우 로얄즈)
- 브랑코 라도바노비치 / 브랑코 (1999 부산 대우 로얄즈)
- 미르코 요바노비치 / 미르코 (1999–2000 전북 현대 모터스)
- 조란 밀로셰비치 / 조란 (1999–2001 전북 현대 모터스)
- 조란 우르모브 / 우르모브 (1999–2003 부산 아이콘스, 2003–2004 수원 삼성 블루윙즈)
- 네마냐 단체토비치 / 내마냐 (2000 울산 현대 호랑이)
- 졸탄 사보 / 졸리 (2000–2002 수원 삼성 블루윙즈)
- 드라간 스토이치사블례비치 / 드라간2 (2000–2001 & 2003–2004 안양 LG 치타스 / FC 서울, 2004 인천 유나이티드)
- 미오드라그 바실례비치 / 미샤 (2001 성남 일화 천마)
- 두산 시미치 / 시미치1 (2003 부산 아이콘스)
- 도르제 토미치 / 토미치 (2004 인천 유나이티드)
- 미오드라그 안젤코비치 / 안젤코비치 (2004 인천 유나이티드)
- 드라간 믈라데노비치 / 드라간 (2006–2009 인천 유나이티드)
- 이반 페리치 / 이반 (2007 제주 유나이티드)
- 젤코 칼라지치 / 칼레 (2007 인천 유나이티드)
- 알렉산다르 페트로비치 / 알렉스 → 알렉산더 (2008–2009 전북 현대 모터스, 2009 전남 드래곤즈)
- 보르코 베셀리노비치 / 보르코 (2008–2009 인천 유나이티드)
- 라자르 포포비치 / 포포비치 (2009 대구 FC)
- 스테반 라치치 / 스테반 (2009 대전 시티즌)
- 오그넨 코로만 / 코로만 (2009–2010 인천 유나이티드)
- 블라디미르 요반치치 / 요반치치 (2012 성남 일화 천마)
- 조란 렌둘리치 / 조란 (2012 포항 스틸러스)
- 밀란 부발로 / 부발로 (2013 경남 FC)
- 밀로시 보산치치 / 보산치치 (2013–2014 경남 FC)
- 스레텐 스레테노비치 / 스레텐 (2013–2014 경남 FC)
- 니콜라 코마제츠 / 코마젝 (2014 부산 아이파크)
- 밀로시 스토야노비치 / 스토야노비치 (2014 경남 FC) ※ K리그2 경력자
- 라자르 베셀리노비치 / 라자르 (2015–2016 포항 스틸러스)
- 달리보르 베셀리노비치 / 달리 (2017 인천 유나이티드)
- 우로시 제리치 / 제리치 (2018-2019 강원 FC, 2019 경남 FC) (2021–현재 수원 삼성 블루윙즈) ※ K리그2 경력자
- 보얀 마티치 / 마티치 (2018 FC 서울)
- 알렉산다르 페시치 / 페시치 (2019–2020 FC 서울)
- 알렉산다르 팔로체비치 / 팔로세비치 (2019–2020 포항 스틸러스, 2021–현재 FC 서울)
- 블라디미르 실라지 (2021–현재 강원 FC)

### 스웨덴
- 마르쿠스 닐손 / 마쿠스 (2017 포항 스틸러스)
- 조나탄 링 / 링 (2022–현재 제주 유나이티드)
- 케빈 회그 얀손 / 케빈 (2022–현재 강원 FC)
- 다리얀 보야니치 / 보야니치 (2023–현재 울산 현대)
- 구스타브 루드빅손 / 루드빅손 (2023–현재 울산 현대)

### 스위스
- 다니옐 수보티치 / 수보티치 (2017 울산 현대)

### 스페인
- 파비안 카바예로 / 타이슨 (2007 대전 시티즌) ※ 복수국적자 (스페인–아르헨티나)
- 오스마르 이바녜스 / 오스마르 (2014–2017 & 2019–2023 FC 서울)
- 우르코 베라 / 베라 (2015 전북 현대 모터스)
- 하이메 가빌란 / 가빌란 (2016 수원 FC) ※ K리그2 경력자

### 슬로베니아
- 세바스티얀 치미로티치 / 세바스티안 (2005 인천 유나이티드)

### 아르메니아
- 카라펫 미카엘리안 / 미카엘 (1997 부천 SK)

### 아제르바이잔
- 안톤 크리보추크 / 안톤 (2023– 대전 하나 시티즌)

### 아이슬란드
- 홀름베르트 프리드욘슨 / 프리드욘슨 (2025– 광주 FC)

### 알바니아
- 아드난 오첼리 / 아디1 (1996 수원 삼성 블루윙즈)
- 소콜 치칼레시 / 소콜 (2012 인천 유나이티드)
- 야시르 아사니 / 아사니 (2023–현재 광주 FC)

### 영국

#### 북아일랜드
- 니얼 맥긴 / 맥긴 (2017 광주 FC)

#### 잉글랜드
- 데일리언 앳킨슨 / 아킨슨 (2001 대전 시티즌, 2001 전북 현대 모터스)
- 제이미 큐레턴 / 제이미 (2003 부산 아이콘스)
- 앤디 쿡 / 쿠키2 (2003–2004 부산 아이콘스)
- 크리스 마즈든 / 마스덴 (2004 부산 아이콘스)
- 리차드 오피옹 / 리챠드 (2005 전남 드래곤즈)
- 조던 머치 / 머치 (2019 경남 FC)
- 제시 린가드 / 린가드 (2024–현재 FC 서울)

### 오스트리아
- 리하르트 빈트비흘러 / 리차드 → 빈트비흘러 → 리차드 (2017–2018 울산 현대 2021–현재 성남 FC)
- 루카스 힌터제어 / 힌터제어 (2021 울산 현대)

### 우크라이나
- 안드리 시델니코우 / 안드레이 (1995–1996 전남 드래곤즈)
- 볼로디미르 사브첸코 / 사브첸코 (1996 안양 LG 치타스)
- 세르히 스카첸코 / 스카첸코 (1996–1997 안양 LG 치타스, 1997 전남 드래곤즈)
- 세르히 코노발로프 / 코놀 (1996–1998 포항 스틸러스)
- 아르템 야쉬킨 / 아톰 (2004 부천 SK)
- 보리스 타쉬치 / 타쉬 (2021 포항 스틸러스) ※ 복수국적자 (우크라이나–불가리아)[16]

### 이탈리아
- 지에구 다 시우바 지아레타 / 디에고 (2011 인천 유나이티드) ※ 복수국적자 (이탈리아–브라질)
- 안드레 모리츠 / 모리츠 (2015 포항 스틸러스) ※ 복수국적자 (이탈리아–브라질)
- 니콜라오 두미트루 / 니콜라오 (2021 수원 삼성 블루윙즈 ※ 복수국적자 (이탈리아-루마니아)
- 보아두 맥스웰 아코스티 / 아코스티 (2023 수원 삼성 블루윙즈 ※ 복수국적자 (이탈리아-가나), K리그2 경력자

### 조지아
- 발레리 카자이슈빌리 / 바코 (2021–2023 울산 현대)
- 베카 미켈타제 / 베카 (2023–2024 광주 FC)
- 기오르기 아라비제 / 아라비제 (2024 울산 현대)

### 체코
- 페트르 고트왈드 / 고티 (1998 전북 현대 다이노스)
- 라데크 디베츠키 / 라덱 (2000 전남 드래곤즈)
- 프란티셰크 코우베크 / 쿠벡 (2000–2001 안양 LG 치타스)
- 페트르 포세크 / 포섹 (2001 전남 드래곤즈)
- 토마시 얀다 / 토마스 (2001 안양 LG 치타스)
- 얀 크라우스 / 얀 (2003 대구 FC)
- 로만 지발라 / 로만 (2003 대구 FC)
- 토마시 페트라셰크 / 페트라섹 (2023 전북 현대 모터스)

### 크로아티아
- 제바드 투르코비치 / 뚜레 (1996, 1997–1999 부산 대우 로얄즈, 2000–2001 부산 아이콘스, 2001 성남 일화 천마)
- 자센코 사비토비치 / 싸빅 → 이싸빅 (1998–2002 포항 스틸러스, 2003–2005 성남 일화 천마, 2005–2007 수원 삼성 블루윙즈, 2008 전남 드래곤즈) ※ 대한민국 국적취득자 3호 (2004)
- 브랑코 후치카 / 후치카 (1999–2000 울산 현대 호랑이)
- 파비얀 코믈례노비치 / 파비안 (2000 포항 스틸러스)
- 사샤 밀라이모비치 / 샤샤3 (2000–2001 포항 스틸러스)
- 다르코 초르다시 / 죠다쉬 (2001 포항 스틸러스)
- 마리오 이반코비치 / 이반코비치 (2001–2002 수원 삼성 블루윙즈)
- 요슈코 옐리치치 / 옐라 (2002 포항 스틸러스)
- 레오나르드 비사쿠 / 레오 (2002 포항 스틸러스, 2003 성남 일화 천마)
- 보리스 라이치 / 보리스3 (2003–2005 부천 SK)
- 요십 시미치 / 시미치2 (2004 울산 현대 호랑이)
- 야스민 아기치 / 아기치 (2005–2006 인천 유나이티드)
- 마토 네레틀랴크 / 마토 (2005–2008 & 2011 수원 삼성 블루윙즈)
- 프라네 차치치 / 차치치 (2007 부산 아이파크)
- 안토니오 프라냐 / 토니 (2007–2008 전북 현대 모터스)
- 스티페 라피치 / 라피치 (2009–2011 강원 FC)
- 크루노슬라브 로브레크 / 로브렉 (2010–2011 전북 현대 모터스)
- 마테아스 델리치 / 델리치 (2011–2012 강원 FC)
- 산디 크리주만 / 크리즈만 (2014 전남 드래곤즈)
- 에딘 유누조비치 / 에딘 (2014 경남 FC)
- 미슬라브 오르시치 / 오르시치 → 오르샤 (2015–2016 전남 드래곤즈, 2017–2018 울산 현대)
- 마테이 요니치 / 요니치 (2015–2016 인천 유나이티드)
- 이반 코바체츠 / 코바 (2015–2017 울산 현대, 2017 FC 서울)
- 베드란 유고비치 / 유고비치 (2016–2018 전남 드래곤즈) ※ K리그2 경력자
- 이고르 요바노비치/ 요바노비치 (2020 성남 FC)
- 다미르 쇼브시치 / 다미르 (2017 수원 삼성 블루윙즈)
- 이반 헤르체그 / 이반 (2018 경남 FC) ※ K리그2 경력자
- 토미슬라브 키시 / 토미 (2020 성남 FC)

### 키프로스
- 발렌티노스 시엘리스 / 발렌티노스 (2017–2019 강원 FC) ※ K리그2 경력자

### 튀르키예
- 세이트 운살 / 세이트 (1997–1998 안양 LG 치타스)
- 무스타파 곤덴 / 무스타파 (2002–2003 부천 SK)
- 라힘 자페르 / 라힘 (2003 대구 FC)
- 알파이 외잘란 / 알파이 (2004 인천 유나이티드)
- 제이훈 에리슈 / 제이훈 (2008 FC 서울)

### 포르투갈
- 루이 에스테베스 / 루이 (1997–1998 부산 대우 로얄즈)
- 씨마오 페드로 데 코스타 / 씨마오 (2001 대전 시티즌)
- 에드미우송 디아스 지 루세나 / 에드밀손 (2002–2005 전북 현대 모터스) ※ 복수국적자 (포르투갈–브라질)
- 페드로 필립 안투네스 마티아스 실바 프랑코 / 프랑코 (2005 FC 서울)
- 히카르두 나시멘투 / 히칼도 (2005–2007 FC 서울)
- 히카르두 에스테베스 / 에스테베즈 (2010 FC 서울)
- 히카르두 바후스 / 바로스 (2017 광주 FC)
- 제르소 페르난데스 / 제르소 (2021 제주 유나이티드) ※ 복수국적자 (포르투갈–기니비사우)

### 폴란드
- 레셰크 이바니츠키 / 레스 (1989 유공 코끼리)
- 타데우시 시비옹테크 / 테드 (1989–1991 유공 코끼리)
- 비톨트 벤트코프스키 / 뷔텍 (1990–1992 유공 코끼리)
- 크시슈토프 카슈텔란 / 카쟈란 (1992 유공 코끼리)
- 오스카르 자바다 / 자와다 (2021–2022 제주 유나이티드)

### 프랑스
- 에릭 오비나 / 에릭2 (2008 대전 시티즌) ※ 복수국적자 (프랑스–나이지리아)
- 케빈 하치 / 케빈 (2009 FC 서울)
- 조나탕 나니자야모 / 나니 (2017 강원 FC)

### 핀란드
- 유카 코스키넨 / 유카 (1999 안양 LG 치타스)

### 헝가리
- 뉼 이슈트반 / 이스트반 (1990 럭키금성 황소)
- 페처 라슬로 / 베하 (1990–1991 포항제철 아톰즈)
- 메쇠이 게저 / 메조이 (1990–1991 포항제철 아톰즈)
- 젠터이 러요시 / 젠토이 (1991 LG 치타스)
- 어첼 졸탄 / 아첼 (1991 대우 로얄즈)
- 카만 어틸러 / 아틸라 (1994–1995 유공 코끼리)
- 쇼모지 요제프 / 조셉 (1994–1995 & 1996–1997 유공 코끼리 / 부천 SK)
- 페체신 로베르트 / 페체신 (2017 전남 드래곤즈)
- 마크 코스타 / 코스타 (2022 울산 현대)
- 아담 머르틴 / 마틴 아담 (2022–현재 울산 현대)

## 북•중미,카리브 제도–CONCACAF

### 마르티니크
- 마티아스 쿠뢰르 / 마티아스 (2019 성남 FC) ※ 복수국적자 (마르티니크–프랑스)[17]

### 미국
- 제프 유, 유지영 / 제프유 (2000 울산 현대 호랑이, 2001 부천 SK)
- 미켈 디스케루트 / 믹스 (2018–2019 울산 현대) ※ 복수국적자 (미국–노르웨이)[18]

### 코스타리카
- 쥬스틴 캄포스 / 캄포스 (1995–1996 LG 치타스 / 안양 LG 치타스)
- 엘리아스 아길라르 / 아길라르 (2018 인천 유나이티드, 2019 제주 유나이티드, 2020–2022 인천 유나이티드) ※ K리그2 경력자
- 마르코 우레냐 / 마르코 (2020 광주 FC)

### 캐나다
- 도닐 헨리 / 헨리 (2020–현재 수원 삼성 블루윙즈)

## 남아메리카–CONMEBOL

### 볼리비아
- 후안 카를로스 아르체 / 아르체 (2008 성남 일화 천마)

### 브라질
- 조제 호베르투 아우비스 / 호세1 (1983 포항제철 돌핀스) ※ K리그 최초 외국인 선수
- 세르지우 루이스 코고 / 세르지오1 (1983 포항제철 돌핀스 ※ K리그 최초 외국인 선수
- 줄리우 세자르 구테레스 / 세자르1 (1984 포항제철 돌핀스)
- 루이스 ? / 루이스 (1984 포항제철 돌핀스)
- 윌슨 코스타 지 멘돈사 / 월신요 (1984 포항제철 돌핀스)
- 제제 고메스 / 제제 (1984 포항제철 돌핀스)
- 플라비오 알메이다 / 플라비오 (1985 포항제철 아톰즈)
- 파울리뉴 크리키우마 / 호샤 (1985–1986 포항제철 아톰즈)
- 페리바우두 단타스 / 베리발두 (1987 유공 코끼리)
- 호나우두 / 호나우도 (1994 현대 호랑이)
- 피레스 / 삐레스 (1994 현대 호랑이)
- 히카르두 다 시우바 코스타 / 히카르도 (1994 포항제철 아톰즈)
- 시우반 로페즈 / 실반 (1994–1995 포항제철 아톰즈)
- 마우리시우 / 마우리 (1994–1996 현대 호랑이)
- 마르코스 세베로 / 세베로 (1995 현대 호랑이)
- 알라오르 팔라시우 주니오르 / 알라올 (1996 수원 삼성 블루윙즈)
- 클레오미르 / 끌레오 (1997 전남 드래곤즈)
- 마시에우 / 마시엘 (1997–2003 전남 드래곤즈)
- 조제 아다우 폰세카 / 아다오 (1998 전남 드래곤즈)
- 마르셀루 산데르 리마 지 소자 / 산델 (1998 부천 SK)
- 카르보니 / 호드리고1 (1999 전남 드래곤즈)
- 헤메르송 두스 산투스 / 산토스1 (1999–2000 울산 현대 호랑이)
- 세자르 / 세자르2 (1999–2002 전남 드래곤즈)
- 호제리우 프라테아트 / 호제리오 (1999–2002 전북 현대 모터스, 2003 대구 FC)
- 지마스 / 디마스 (2000 전남 드래곤즈)
- 조시마르 / 조시마 (2000 포항 스틸러스)
- 조이우송 / 죠이 (2000 성남 일화 천마)
- 시우바 / 실바1 (2000 성남 일화 천마)
- 안드리 / 안드레 (2000–2002 안양 LG 치타스)
- 히카르두 캄푸스 / 히카르도 (2000–2004 안양 LG 치타스 / FC 서울, 2005–2006 성남 일화 천마, 2006 부산 아이파크)
- 산드루 카르도주 / 산드로C (2000–2002, 2005–2006 수원 삼성 블루윙즈, 2006–2007 전남 드래곤즈)
- 보이아데이루 / 보야델 (2001 포항 스틸러스)
- 클레베르 호제리우 도 카르모 시우바 / 실바2 (2001 포항 스틸러스)
- 클라우디우 셀루 쿠냐 데펜소르 / 바이아노 (2001 울산 현대 호랑이)
- 힝콩 / 링꼰 (2001 전북 현대 모터스)
- 세르지우 / 세르지오2 (2001 안양 LG 치타스)
- 헤나토 / 헤나토 (2001 부산 아이콘스)
- 아리네우송 / 아리넬송 (2001 전북 현대 모터스, 2002 울산 현대 호랑이)
- 마르쿠스 / 마르코스 (2001–2002 울산 현대 호랑이)
- 마르쿠스 파울루 파울리니 / 파울링뇨 (2001–2002 울산 현대 호랑이)
- 이방 / 이반2 (2001–2002 전남 드래곤즈)
- 클레베르 / 끌레베르 (2001–2003 울산 현대 호랑이)
- 치쿠 / 찌코 (2001–2003 전남 드래곤즈)
- 줄리우 비에이라 / 비에라 (2001–2002 전북 현대 모터스, 2003–2004 전남 드래곤즈)
- 이리네우 히카르두 / 이리네 (2001–2004 성남 일화 천마, 2004–2007 부천 SK / 제주 유나이티드)
- 지지 / 디디 (2002 부산 아이콘스)
- 조르지뉴 / 조징요 (2002 포항 스틸러스)
- 쿠키 / 쿠키1 (2002 전북 현대 모터스)
- 레오마르 레이리아 / 레오마르 (2002 전북 현대 모터스)
- 마르쿠 / 마르코1 (2002 안양 LG 치타스)
- 아우시르 / 올리베 (2002 성남 일화 천마)
- 파울루 세자르 / 파울로 (2002 성남 일화 천마)
- 시우바 / 실바3 (2002 전남 드래곤즈)
- 투타 / 뚜따 (2002 안양 LG 치타스, 2003 수원 삼성 블루윙즈)
- 에드미우송 아우베스 / 에디 (2002–2003 울산 현대 호랑이)
- 알리송 바호주 모라이스 / 알리송 (2002–2003 울산 현대 호랑이, 2003–2005 대전 시티즌)
- 하파에우 보티 / 보띠 (2002–2006 전북 현대 모터스)
- 아그나우두 코르데이루 페레이라 / 아도 (2003 안양 LG 치타스)
- 알렉스 올리베이라 / 알렉스4 (2003 대전 시티즌)
- 발랑 / 발라웅 (2003 울산 현대 호랑이)
- 카를루스 / 카를로스 (2003 전북 현대 모터스)
- 카시아누 / 까시아노 (2003 포항 스틸러스)
- 그라피치 / 바티스타 (2003 안양 LG 치타스)
- 조제 / 호세2 (2003 포항 스틸러스)
- 루시우 / 루시우 (2003 울산 현대 호랑이)
- 루이스 마리우 / 마리우 (2003 안양 LG 치타스)
- 마그누 아우베스 / 마그노 (2003 전북 현대 모터스)
- 미셰우 네베스 지아스 / 미셀 (2003 전남 드래곤즈)
- 호드리구 페르난지스 발레치 / 페르난데스 (2003 전북 현대 모터스)
- 빅토르 / 빅 (2003 안양 LG 치타스)
- 도두 / 도도 (2003–2004 울산 현대 호랑이)
- 호드리구 / 호드리고2 (2003–2004 대전 시티즌)
- 인지우 / 인지오 (2003–2005 대구 FC)
- 이타마르 / 이따마르 (2003–2004 전남 드래곤즈, 2005 포항 스틸러스, 2005–2006 수원 삼성 블루윙즈, 2006–2007 성남 일화 천마)
- 나드송 / 나드손 (2003–2007 수원 삼성 블루윙즈)
- 산투스 / 산토스2 (2003–2005 포항 스틸러스, 2006–2008 경남 FC)
- 이니뉴 / 에니오 → 에닝요 (2003 수원 삼성 블루윙즈, 2007–2008 대구 FC, 2009–2013 & 2015 전북 현대 모터스)
- 아데마르 / 아데마 (2004 성남 일화 천마)
- 아드리아누 / 아드리아노1 (2004 부산 아이콘스)
- 알랑 호드리구 아우 / 알란 (2004 대전 시티즌)
- 카이우 / 까이오 (2004 전남 드래곤즈)
- 크리스치아누 아발루스 / 크리스 (2004 수원 삼성 블루윙즈)
- 다니에우 멘지스 / 다니엘 (2004 울산 현대 호랑이)
- 다닐루 / 다닐요 (2004 대구 FC)
- 에두 살레스 / 에듀1 (2004 전북 현대 모터스)
- 플라마리옹 / 플라마 (2004 대전 시티즌)
- 셀소 다스 네베스 / 카주 (2004 부산 아이콘스)
- 가우추 / 가우초 (2004 부산 아이콘스)
- 조제 페르난두 푸마갈리 / 푸마갈리 (2004 FC 서울)
- 마르세우 / 마르셀 (2004, 2011 수원 삼성 블루윙즈)
- 마르셀루 / 마르셀로 (2004 성남 일화 천마)
- 마르셀루 소자 / 쏘우자 (2004 FC 서울)
- 헤나우두 / 헤나우도 (2004 FC 서울)
- 히나우두 산타나 / 산타나 (2004 FC 서울)
- 호마 / 호마 (2004 전북 현대 모터스)
- 마리우 세르지우 / 수호자 (2004 울산 현대 호랑이)
- 치아구 시프레스치 페레이라 / 지아고 (2004 대전 시티즌)
- 발렌칭 / 발렌찡 (2004 FC 서울)
- 제 카를루스 / 까를로스 (2004 포항 스틸러스)
- 엔리케 / 에니키 (2004–2005 대전 시티즌)
- 제페르송 페이장 / 훼이종 (2004 대구 FC, 2005 성남 일화 천마)
- 루이스 안드리 고메스 / 고메즈 (2004 전북 현대 모터스, 2005 포항 스틸러스)
- 노나투 / 노나또 (2004 대구 FC, 2005 FC 서울)
- 페트로니 산치아구 지 바호스 / 산티아고 (2004–2005 대구 FC)
- 윌리앙 소자 / 윌리안 (2004 울산 현대 호랑이, 2007 부산 아이파크)
- 안드레지뉴 / 따바레즈 (2004–2007 포항 스틸러스)
- 루시아누 발렌치 / 루시아노 (2004 대전 시티즌, 2005 부산 아이파크, 2006 경남 FC, 2007 부산 아이파크)
- 두두 / 두두 (2004–2006 성남 일화 천마, 2006–2007 FC 서울, 2008 성남 일화 천마)
- 제 카를루스 / 카르로스 → 제칼로 (2004–2005 울산 현대 호랑이, 2006–2008 전북 현대 모터스)
- 모타 / 모따 (2004 전남 드래곤즈, 2005–2009 성남 일화 천마, 2010–2011 포항 스틸러스)
- 아고스 / 아고스 (2005 부천 SK)
- 세자르 / 세자르3 (2005 전북 현대 모터스)
- 다 시우바 / 실바4 (2005 FC 서울)
- 파비우 주니오르 / 파비오1 (2005 전남 드래곤즈)
- 파비우 페헤이라 / 파비오2 (2005 전남 드래곤즈)
- 파브리시우 / 파브리시오 (2005 성남 일화 천마)
- 조르지 루이스 바르비에리 / 비에리 (2005 울산 현대 호랑이)
- 루시아누 하치뉴 / 하찡요 (2005 대전 시티즌)
- 말론 아우구스토 브란다우 / 말론 (2005 대구 FC)
- 히카르두 다 시우바 / 실바5 (2005 대구 FC)
- 네투 바이아누 / 네또 (2005 전북 현대 모터스)
- 모레이라 / 모레이라 (2005 전북 현대 모터스)
- 헤이나우두 / 헤이날도1 (2005 울산 현대 호랑이)
- 히카르두 빌라르 / 빌라 (2005 전남 드래곤즈)
- 세르지우 주니오르 / 세지오 (2005 부천 SK)
- 치아구 젠치우 / 찌아고 (2005 대구 FC)
- 웰링통 곤카우베스 아모링 / 웰링턴 (2005 포항 스틸러스)
- 다 시우바 / 다실바 (2005 포항 스틸러스, 2005 부산 아이파크, 2006 제주 유나이티드)
- 마르쿠 안토니우 / 안토니오 (2005–2006 전북 현대 모터스)
- 레안드랑 / 레안드롱 (2005 대전 시티즌, 2006 울산 현대 호랑이, 2007 전남 드래곤즈)
- 레안드루 마샤두 / 마차도 (2005–2007 울산 현대 호랑이)
- 포푸 / 뽀뽀 (2005–2006 부산 아이파크, 2007 경남 FC)
- 세우미르 / 셀미르 (2005–2006 인천 유나이티드, 2006 전남 드래곤즈, 2007 대구 FC, 2008 대전 시티즌)
- 산드루 히로시 / 산드로2 (2005 대구 FC, 2006–2008 전남 드래곤즈, 2009 수원 삼성 블루윙즈)
- 카를로스 프론티니 / 프론티니 (2006–2007 포항 스틸러스) ※ 복수국적자 (브라질–아르헨티나)
- 제페르송 골라르트 / 아트 (2006 부산 아이파크)
- 지네이 / 지네이 (2006 대구 FC)
- 에두 / 핫도 (2006 대전 시티즌)
- 에두아르두 마르케스 / 에듀2 (2006 대구 FC)
- 가브리에우 리마 / 가브리엘 (2006 대구 FC)
- 제페르송 가마 / 제펠손 (2006 대구 FC)
- 루시아누 엔리케 / 엔리끼 (2006 포항 스틸러스)
- 마르쿠 / 마르코 (2006 제주 유나이티드)
- 헤지스 / 헤지스 (2006 대전 시티즌)
- 호브송 소자 / 헙슨 (2006 대전 시티즌)
- 시우바 / 실바6 (2006 수원 삼성 블루윙즈)
- 소말리아 / 소말리아 (2006 부산 아이파크)
- 비니시우스 / 비니시우스 (2006 울산 현대 호랑이)
- 데니우송 / 데닐손 (2006–2007 대전 시티즌, 2008–2009 포항 스틸러스)
- 아드리아누 슈바 / 슈바 (2006, 2007 대전 시티즌, 2008–2010 전남 드래곤즈, 2011 포항 스틸러스, 2012 광주 FC)
- 아디우송 두스 산투스 / 아디 (2006–2013 FC 서울)
- 알레산드루 올리베이라 / 알렉스5 (2007 제주 유나이티드)
- 카보레 / 까보레 (2007 경남 FC)
- 시에우 / 씨엘 (2007 부산 아이파크)
- 슈벵크 / 슈벵크 (2007 포항 스틸러스)
- 페르난두 / 페르난도1 (2007 부산 아이파크)
- 페르난두 / 페르난도2 (2007 대전 시티즌)
- 조네스 / 조네스 (2007 포항 스틸러스)
- 마우리시우 페르난지스 / 마우리시오 (2007 포항 스틸러스)
- 히카르지뉴 / 히칼딩요 (2007–2008 제주 유나이티드)
- 빅토르 시몽이스 / 시몬 (2007–2008 전남 드래곤즈)
- 브라질리아 / 브라질리아 (2007 대전 시티즌, 2008 울산 현대 호랑이, 2009 포항 스틸러스, 2009 전북 현대 모터스)
- 에두 / 에두 (2007–2009 수원 삼성 블루윙즈, 2015 & 2016–2017 전북 현대 모터스)
- 루이지뉴 / 루이지뉴 (2007 대구 FC, 2008–2009 울산 현대 호랑이, 2011 인천 유나이티드) ※ K리그2 경력자
- 아우미르 / 알미르 (2007 & 2008–2009 울산 현대 호랑이, 2010 포항 스틸러스, 2011 인천 유나이티드)
- 알레산드루 / 알렉산드로 (2008 대구 FC)
- 클로도아우두 / 알도 (2008 포항 스틸러스)
- 에드송 / 에드손 (2008 대전 시티즌)
- 파비아누 가델라 / 파비아노 (2008 포항 스틸러스)
- 지오바니 / 지오바니 (2008 대구 FC)
- 조 시우바 / 조우실바 (2008 대구 FC)
- 조시에슬레이 페헤이라 호자 / 페레이라 (2008 울산 현대 호랑이)
- 레안드루 베르나르지 시우바 / 레안드로 (2008 대구 FC)
- 파치 / 빠찌 (2008 제주 유나이티드)
- 페드랑 / 뻬드롱 (2008 성남 일화 천마)
- 핑구 / 핑구 (2008 부산 아이파크)
- 헤이나우두 미네이루 / 헤이날도2 (2008 부산 아이파크)
- 헤나투 / 헤나또 (2008 전남 드래곤즈)
- 소자 / 소우자 (2008 부산 아이파크)
- 소자 / 쏘자 (2008 제주 유나이티드)
- 와우지르 루카스 페레이라 필류 / 루카스 (2008 수원 삼성 블루윙즈)
- 와우테르 미노사 / 바우텔 (2008 대전 시티즌)
- 웰링통 시우바 / 실바7 (2008 경남 FC)
- 아우미르 / 알미르3 (2008 경남 FC, 2014 울산 현대) ※ K리그2 경력자
- 지 파비우 / 파비오3 (2008–2009 부산 아이파크)
- 파울리뉴 구아라 / 구아라 (2008–2009 부산 아이파크)
- 호물루 / 호물로 (2008 제주 유나이티드, 2009–2010 부산 아이파크)
- 인지우 / 인디오 (2008–2009 경남 FC, 2010–2011 전남 드래곤즈)
- 루이스 엔리케 / 루이스1 (2008 수원 삼성 블루윙즈, 2008–2012 & 2015–2016 전북 현대 모터스) ※ K리그2 경력자
- 안데르송 / 안데르손 (2009 FC 서울)
- 브루누 카자리네 / 브루노 (2009 경남 FC)
- 지뉴 / 지뉴 (2009 경남 FC)
- 파비우 루이스 / 파비오4 (2009 울산 현대 호랑이)
- 지우방 고메스 비에이라 / 비케라 (2009 제주 유나이티드)
- 조르지 루이스 / 알베스 (2009 수원 삼성 블루윙즈)
- 조브송 / 오베라 (2009 제주 유나이티드)
- 마르셀루 피녜이루 / 마르셀2 (2009 경남 FC)
- 히카르두 / 히카도 (2009 제주 유나이티드)
- 히카르두 코스타 / 치치 (2009 대전 시티즌)
- 호제리우 / 호제리오 (2009 경남 FC)
- 치아구 조르지 오노리우 / 티아고 (2009 수원 삼성 블루윙즈)
- 바기뉴 / 바그너 (2009 포항 스틸러스)
- 바우데이르 다 시우바 산투스 / 바울 (2009 대구 FC)
- 웨슬리 바르보사 데 모라이스 / 웨슬리 (2009 전남 드래곤즈, 2013 강원 FC)
- 알레산드루 가르시아 히베이루 / 알레 (2009–2010 대전 시티즌)
- 카이옹 / 까이용 → 카이온 (2009–2010 강원 FC, 2018 대구 FC)
- 파브리시우 소자 / 파브리시오 (2009–2010 성남 일화 천마)
- 레오포우두 호베르투 마르코브스키 / 레오 (2009–2010 대구 FC)
- 바우베르 멘지스 페헤이라 / 바벨 (2009–2010 대전 시티즌)
- 산투스 / 산토스3 (2010–2012 제주 유나이티드, 2013–2017 수원 삼성 블루윙즈)
- 자카리아스 / 산토스4 (2010 대전 시티즌)
- 알레산드루 / 알렉산드로 (2010 포항 스틸러스)
- 안데르송 / 안델손 (2010 대구 FC)
- 브루노 세자르 코레아 / 브루노 (2010 인천 유나이티드 FC)
- 카밀루 / 까밀로 (2010 경남 FC)
- 다닐루 네쿠 / 네코 (2010 제주 유나이티드) ※ K리그2 경력자
- 파비우 / 파비오 (2010 대전 시티즌)
- 고미스 / 고메스 (2010 제주 유나이티드)
- 주니뉴 / 주닝요 (2010 수원 삼성 블루윙즈)
- 레오나르두 엔리케 산투스 지 쏘우자 / 레오 (2010 제주 유나이티드, 2017 대구 FC) ※ K리그2 경력자
- 마르셀루 브라스 / 마르셀로 (2010 경남 FC)
- 마르시뉴 / 마징요 (2010 경남 FC)
- 마르시우 지오구 / 마르시오 (2010 수원 삼성 블루윙즈)
- 헤이나우두 / 헤이날도 (2010 수원 삼성 블루윙즈)
- 헤나투 메데이루스 / 헤나토 (2010 강원 FC)
- 줄루 / 줄루 (2010 포항 스틸러스)
- 펠리피 아제베두 / 펠리피 (2010–2011 부산 아이파크)
- 루시우 / 루시오 (2010–2011 경남 FC, 2011 울산 현대) ※ K리그2 경력자
- 조제 모타 / 호세모따 → 모따1 (2010 수원 삼성 블루윙즈, 2012 부산 아이파크)
- 리마 / 리마 (2010 FC 서울)
- 베르그송 / 베르손 (2011 수원 삼성 블루윙즈, 2015 부산 아이파크)
- 셀링 / 셀린 (2011 광주 FC)
- 지에구 올리베이라 / 디에고 (2011 수원 삼성 블루윙즈)
- 파비우 바이아 / 바이야 (2011 인천 유나이티드)
- 펠리피뉴 / 삥요 (2011 제주 유나이티드)
- 제앙 카를루스 돈데 / 까를로스1 (2011 성남 일화 천마)
- 주니우 세자르 아르칸주 / 주닝요1 (2011 대구 FC)
- 마그눙 / 매그넘 (2011 울산 현대)
- 모라투 / 모나또 (2011 경남 FC)
- 타시우 / 따시오 (2011 부산 아이파크)
- 티아구 키리누 / 끼리노 (2011 대구 FC)
- 비니시우스 / 비니시우스 (2011 울산 현대)
- 비니시우스 로페스 / 로페즈 (2011 광주 FC)
- 바그네르 / 박은호 → 바그너 (2011 대전 시티즌) ※ K리그2 경력자
- 완두 / 반도 (2011 수원 삼성 블루윙즈)
- 웨슬리 브라질리아 / 외슬 (2011 대전 시티즌)
- 에베르통 / 에벨찡요 (2011–2012 성남 일화 천마)
- 호니엘리 / 호니 (2011–2012 경남 FC)
- 에데르 바이아누 / 에델 (2011–2013 부산 아이파크)
- 자이르 / 자일 (2011–2012 제주 유나이티드, 2016–2017 전남 드래곤즈)
- 마테우스 / 마테우스 (2011–2012 대구 FC) ※ K리그2 경력자
- 파그네르 / 파그너 (2011–2014 부산 아이파크)
- 주앙 파울루 / 주앙파울로 (2011–2012 광주 FC, 2013 대전 시티즌, 2014 인천 유나이티드)
- 일리오나르 봉비냐 / 엘리오 (2011 인천 유나이티드)
- 이베르통 산투스 / 에벨톤 (2011–2012 성남 일화 천마, 2014–2015 FC 서울, 2015 울산 현대)
- 웨즐레이 / 웨슬리1 (2011 전남 드래곤즈, 2012 강원 FC, 2013 전남 드래곤즈, 2015 부산 아이파크, 2017 인천 유나이티드)
- 알레스 테하 / 테하 (2012 대전 시티즌)
- 지네우송 / 지넬손 (2012 대구 FC)
- 알레산드루 로페스 / 알렉산드로 (2012 대전 시티즌) ※ K리그2 경력자
- 이베르통 카르도주 다 시우바 / 에벨톤C (2012 수원 삼성 블루윙즈)
- 에낭 / 헤난 (2012 전남 드래곤즈, 2016 제주 유나이티드) ※ K리그2 경력자
- 올리비우 다 호자 / 이보 (2012, 2014 인천 유나이티드)
- 자에우 페헤이라 / 자엘 (2012 성남 일화 천마)
- 레오지뉴 / 레오 (2012 대전 시티즌)
- 루시우 플라비우 / 플라비오 → 루시오1 (2012 전남 드래곤즈, 2013 대전 시티즌)
- 페르디난두 / 난도 (2012 인천 유나이티드)
- 파울루 / 빠울로 (2012 전남 드래곤즈)
- 파울루 / 빠울로 (2012 인천 유나이티드)
- 헤낭 아구스티뉴 마르케스 / 마르케스 (2012 제주 유나이티드)
- 호베르트 / 호벨치 (2012 제주 유나이티드)
- 시우바 / 실바 (2012 전남 드래곤즈)
- 레안드루 리마 / 레안드리뉴 (2012 & 2013 대구 FC, 2014–2015 전남 드래곤즈)
- 카이케 / 까이끼 (2012 경남 FC, 2013–2014 울산 현대)
- 레오나르두 / 레오나르도 (2012–2016 전북 현대 모터스)
- 마라냥 / 마라냥 (2012 울산 현대, 2013 제주 유나이티드) ※ K리그2 경력자
- 하피냐 / 하피냐 (2012–2014 울산 현대)
- 아드리아누 파르다우 / 아드리아노2 (2013 대구 FC)
- 파비우 산투스 / 파비오 (2013 대구 FC)
- 호드리구 핌팡 / 핑팡 (2013 수원 삼성 블루윙즈)
- 와우지송 / 아지송 (2013 제주 유나이티드)
- 지오구 / 디오고 (2013 인천 유나이티드, 2014 인천 유나이티드)
- 이드카를루스 / 애드깔로스 (2013 성남 일화 천마)
- 마르시뉴 / 마르싱요 (2013 전남 드래곤즈)
- 페드루 주니오르 / 페드로 (2013 제주 유나이티드)
- 호베르투 세자르 호베르또 (2013 울산 현대)
- 호드리구 / 호드리고 (2013 부산 아이파크)
- 호드리기뉴 / 호드리고3 (2013 제주 유나이티드)
- 산드루 / 산드로3 (2013 대구 FC)
- 치아구 엘리아스/ 찌아고 (2013 인천 유나티이드)
- 치아구 제페르송 다 시우바 / 티아고2 (2013 전북 현대 모터스)
- 윌리앙 / 윌리암 (2013 부산 아이파크)
- 하파에우 코스타 / 하파엘 (2014 FC 서울)
- 마르쿠스 아우렐리우 / 마르코스 (2014 전북 현대 모터스)
- 카이우 / 카이오 (2014 전북 현대 모터스, 2015 수원 삼성 블루윙즈)
- 바우지비아 / 바우지비아 (2014 성남 FC)
- 호제르 / 로저 (2014 수원 삼성 블루윙즈)
- 헤이네르 페헤이라 / 헤이네르 (2014 수원 삼성 블루윙즈)
- 반데르 / 반데르 (2014 울산 현대)
- 비니시우스 헤시 / 리치 (2014 전북 현대 모터스)
- 자시우 / 짜시오 (2014 부산 아이파크)
- 루이스 카를루스 마르케스 리마 / 루이스 (2014 제주 유나이티드)
- 니우송 / 닐손주니어 (2014–2015 부산 아이파크) ※ K리그2 경력자
- 타르타 / 따르따 (2014–2015 울산 현대)
- 아드리아누 / 아드리아노 (2015 대전 시티즌, 2015–2016 & 2020 FC 서울, 2018–2019 전북 현대 모터스) ※ K리그2 경력자
- 파비우 네베스 / 파비오 (2015–2016 광주 FC) ※ K리그2 경력자
- 지우베르투 포르투나투 / 질베르토 (2015 광주 FC)
- 히카르지뉴 / 히칼딩요 (2015 대전 시티즌)
- 사싸 (2015 대전 시티즌)
- 레우 이타페루나 / 레오 (2015 수원 삼성 블루윙즈)
- 조르지뉴 / 조르징요 (2015 성남 FC)
- 히카르두 부에누 / 히카르도 (2015 성남 FC)
- 루카스 파제우 / 루카스 (2015 성남 FC)
- 완데르송 / 완델손 (2015 대전 시티즌, 2016 제주 유나이티드, 2017 & 2019 포항 스틸러스, 2018 전남 드래곤즈) ※ K리그2 경력자
- 하피냐 / 하피냐 (2015 대전 시티즌)
- 카시아누 / 까시아노 (2015 광주 FC)
- 다니에우 / 다니엘 (2015 광주 FC)
- 엘리아스 / 엘리아스 (2015 부산 아이파크)
- 호지마르 아만시우 / 빌 (2015 부산 아이파크)
- 시루 / 시로 (2015 제주 유나이티드)
- 치아구 아우베스 살리스 / 티아고 (2015 포항 스틸러스, 2016 성남 FC, 2018–2019 전북 현대 모터스)
- 히카르두 로페스 / 로페즈 (2015 제주 유나이티드, 2016–2019 전북 현대 모터스)
- 페르난두 카랑가 / 까랑가 (2015–2016 제주 유나이티드)
- 모이세스 / 모이세스 (2016 제주 유나이티드)
- 베르나르두 / 베르나르도 (2016 울산 현대)
- 이고르 / 이고르 (2016 수원 삼성 블루윙즈)
- 마르셀루 토스카누 / 마르셀로 (2016–2017 제주 유나이티드)
- 웰링톤 / 웰링톤 (2016 광주 FC)
- 조나탕 / 조나탄 (2016–2017 수원 삼성 블루윙즈, 2021–현재 광주 FC) ※ K리그2 경력자
- 룰리냐 / 룰리냐 (2016–2017 포항 스틸러스)
- 무랄랴 / 무랄랴 (2016–2017 포항 스틸러스)
- 마우리뉴 / 마우링요 (2016 전남 드래곤즈, 2017 FC 서울)
- 셀리우 산투스 / 셀리오 (2016 울산 현대)
- 시우비우 주니오르 / 실빙요 (2016 성남 FC)
- 마그누 크루스 / 마그노 (2017–2019 제주 유나이티드)
- 세징야 (2017–현재 대구 FC) ※ K리그2 경력자
- 주니오르 네그랑 / 주니오 (2017 대구 FC, 2018–2020 울산 현대)
- 지에구 마우리시우 / 디에고 (2017–2018 강원 FC)
- 마르셀리누 / 마졸라 (2017 전북 현대 모터스)
- 에반드루 / 에반드로 (2017 대구 FC, 2018 FC 서울)
- 제르송 / 제르손 (2017 강원 FC)
- 완데르송 / 완델손, 마쎄도 (2017 광주 FC, 2018–현재 전남 드래곤즈) ※ K리그2 경력자
- 마이우송 / 마유송 (2017 제주 유나이티드)
- 알레망 / 알레망 (2018 포항 스틸러스)
- 네게바 / 네게바 (2018–2019 경남 FC)
- 호베르송 / 호벨손 (2018 제주 유나이티드)
- 치아구 / 찌아구 (2018–2019 제주 유나이티드)
- 크리스토방 / 크리스토밤 (2018 수원 삼성 블루윙즈) ※ K리그2 경력자
- 레오 가말류 / 레오가말류 (2018 포항 스틸러스)
- 제앙 카를루스 / 지안 (2018 대구 FC)
- 바기니뉴 / 바그닝요 (2018–2019 수원 삼성 블루윙즈) ※ K리그2 경력자
- 제테르송 / 제테르손 (2018 포항 스틸러스)
- 안데르송 로페스 / 안델손 (2018 FC 서울)
- 이드가르 / 에드가 (2018–현재 대구 FC)
- 제 호베르투 / 조제 (2018 대구 FC)
- 테이셰이라 / 떼이셰이라 (2018 포항 스틸러스)
- 파울리뉴 (2018 경남 FC)
- 에데르 루이스 / 에델 (2019 성남 FC) ※ 복수국적자 (브라질–팔레스타인, 2017시즌까지 팔레스타인 국적으로 선수 등록, 2018시즌부터 브라질 국적으로 선수 등록), K리그2 경력자
- 다비드 다 시우바 / 데이비드 (2019 포항 스틸러스)
- 다리우 / 다리오 (2019 대구 FC) ※ K리그2 경력자
- 자자 / 자자 (2019 성남 FC)
- 히우두 / 히우두(2019 대구 FC)
- 사무엘 호사 곤살베스 / 호사 (2019 전북 현대 모터스)
- 오즈망 주니오르 / 오스만 (2019 경남 FC)
- 호물루 / 호물로 (2020 부산 아이파크) ※ K리그2 경력자
- 펠리피 시우바 / 펠리페 (2020–2021 광주 FC) ※ K리그2 경력자
- 윌리앙 바르보자 / 윌리안 (2020 광주 FC, 2023–현재 FC 서울) ※ K리그2 경력자
- 구스타부 빈치싱쿠 / 빈치씽코 (2020 부산 아이파크) ※ K리그2 경력자
- 무릴루 엔리키 / 무릴로 (2020 전북 현대 모터스, 2021 수원 FC)
- 조나탄 페레이라 헤이스 / 헤이스 (2020 부산 아이파크)
- 구스타부 엔히키 다 시우바 소우자 / 구스타보 (2020–현재 전북 현대 모터스)
- 구스타부 쿠스토지우 / 구스타보 (2020 인천 유나이티드)
- 빅토르 안드라지 산투스 / 빅터 (2021 수원 FC)
- 이스나이루 헤이스 실바 모라이스 / 헤이스 (2021 광주 FC, 2023–현재 제주 유나이티드) ※ K리그2 경력자
- 가브리에우 바르보자 / 가브리엘 (2021 FC 서울)
- 바로스 타르델리 / 타르델리 (2021–현재 수원 FC)
- 브루노 라마스 / 라마스 (2021–2022 대구 FC, 2022 부산 아이파크)
- 히카르두 세자르 당타스 다시우바 / 히카르도 (2022 FC 서울)
- 다니에우 페냐 / 페냐 (2022–현재 대구 FC)

### 아르헨티나
- 루벤 베르넌시오 / 루벤 (1993–1994 대우 로얄즈)
- 우고 스말도네 / 후고 (1993 대우 로얄즈)
- 월터 오스발도 페라소 / 페라소 (1994 대우 로얄즈)
- 루벤 다리오 로시 / 로시 (1994 대우 로얄즈)
- 세사르 레오나르도 토레스 / 레오 (2001 전북 현대 모터스)
- 하비에르 마르틴 무사 / 무사 (2004–2005 수원 삼성 블루윙즈, 2005 울산 현대 호랑이)
- 루시오 필로메노 / 루시오 (2005 부산 아이파크)
- 루카스 곤잘레스 바수알도 / 루카스1 (2010 대구 FC)
- 빅토르 이삭 아코스타 / 이삭 (2010 대구 FC)
- 미구엘 세바스티안 가르시아 / 피투 (2016 성남 FC)
- 엔조 다미안 마이다나 / 엔조 (2017 인천 유나이티드)

### 에콰도르
- 에네르지오 디아스 / 디아스 (1996 전남 드래곤즈)

### 우루과이
- 아르세니오 루사르도 / 루사르도 (1992–1993 LG 치타스)
- 네스토르 파비안 / 꼬레아 (2000 전북 현대 모터스, 2002 전남 드래곤즈)
- 야리 다비드 실베라 / 샤리 (2000–2001, 2003 부천 SK)
- 후안 마누엘 올리베라 / 올리베라 (2006 수원 삼성 블루윙즈)
- 페데리코 호라시오 라엔스 마르티노 / 라엔스 (2013 성남 일화 천마)

### 칠레
- 호세 루이스 빌라누에바 / 호세3 (2007 울산 현대 호랑이)
- 우고 드로게트 / 드로겟 (2012 전북 현대 모터스, 2014 제주 유나이티드)

### 콜롬비아
- 아리 카스티요 / 하리 (2000 수원 삼성 블루윙즈, 2000–2003 부산 아이콘스, 2004 성남 일화 천마, 2006 경남 FC)
- 토미 모스쿠엘라 로자노 / 토미 (2003 부산 아이콘스)
- 밀톤 로드리게스 / 밀톤 (2005–2006 전북 현대 모터스)
- 마우리시오 몰리나 / 몰리나 (2009–2010 성남 일화 천마, 2011–2015 FC 서울)
- 카르멜로 발렌시아 / 까르멜로 (2010 울산 현대)
- 후안 에스티벤 벨레스 / 에스티벤 (2010–2012 울산 현대, 2014 제주 유나이티드)
- 마우리시오 멘도사 / 멘도사 (2011 경남 FC)
- 하비에르 레이나 / 레이나 (2011 전남 드래곤즈, 2012–2013 & 2015성남 일화 천마 / 성남 FC)
- 윌마르 호르단 / 조르단 (2011–2012 경남 FC, 2013 성남 일화 천마)
- 안데르손 플라타 / 플라타 (2013 대전 시티즌)
- 세자르 아리아스 / 아리아스 (2013 대전 시티즌)
- 마누엘 팔라시오스 / 팔라시오스 (2020–2021 포항 스틸러스, 2022 성남 FC)

### 파라과이
- 호세 오르티고사 / 오르티고사 (2010 울산 현대)

## 같이 보기
- K리그2 외국인 선수 명단
- K리그
- K리그1
- K리그2

## 참고 자료
- K리그 공식 웹사이트 - 선수 프로필 조회
- 내셔널–풋볼–팀[깨진 링크(과거 내용 찾기)] (영어)
- playerhistory.com (영어)
- Sambafootball.com (영어)